# Майборода Сергій Іванович
Сергій Іванович Майборода (22 червня 1971, Київ, Українська РСР, СРСР — 21 грудня 2017, Київ, Україна) — український футболіст, півзахисник, тренер із пляжного футболу.

## Ігрова кар'єра
Вихованець СДЮШОР «Динамо» (Київ). Починав грати у командах «Нива» (Миронівка), «Рось» (Біла Церква), «Хімік» (Сєвєродонецьк).
У 1993 році перейшов у харківський «Металіст», де 13 жовтня 1993 року в грі проти «Торпедо» (Запоріжжя) (0:3) дебютував у вищій лізі чемпіонату України. У 1996 році грав у вищій лізі за «Миколаїв».
У 1997—2000 роках виступав у другому дивізіоні чемпіонату Росії у командах «Торпедо» (Волжський), «Лада-Тольятті-ВАЗ», «Металург» (Липецьк), «Газовик-Газпром» (Іжевськ), «Торпедо-Вікторія» (Нижній Новгород), «Балтика» (Калінінград).
Завершив ігрову кар'єру в 2003 році в аматорському колективі «Дніпро» (Київ).

### Тренерська кар'єра
Тренував українські клуби з пляжного футболу. З командою «Майндшер» ставав чемпіоном України.

## Досягнення
- Володар Кубка Узбекистану 2001 року.
- Срібний призер чемпіонату Узбекистану 2001 року.

## Особисте життя
Син Олексій (нар. 1994) теж став футболістом, який виступає на позиції воротаря.
Сергій Майборода помер 21 грудня 2017 року в Києві у віці 46 років.